# 金府站
金府站位于成都市金牛区中环路交大路段金府路口东南侧，是成都地铁6号线和27号线的换乘站，6号线于2020年12月18日启用，27号线于2024年12月19日启用。
本站因老地名金府而得名。正式命名前曾使用工程名为“柳家碾站”。

## 车站结构
6号线金府站为地下二层单柱双跨2面2线13米宽岛式站台车站。
27号线金府站为地下三层双柱三跨14米宽岛式站台车站，全长166米，宽23.3米，总建筑面积13942平方米。车站采用明挖法施工。
|                               |  | 6号线往望丛祠（西华大道） |
| 島式 · 開左邊车门 · 往 27号线 |  |                           |
|                               |  | 6号线往兰家沟（星河）     |

|                     |  | 27号线往石佛（新桥）       |
| 島式 · 開左邊车门 · |  |                            |
|                     |  | 27号线往蜀鑫路（花照壁北） |

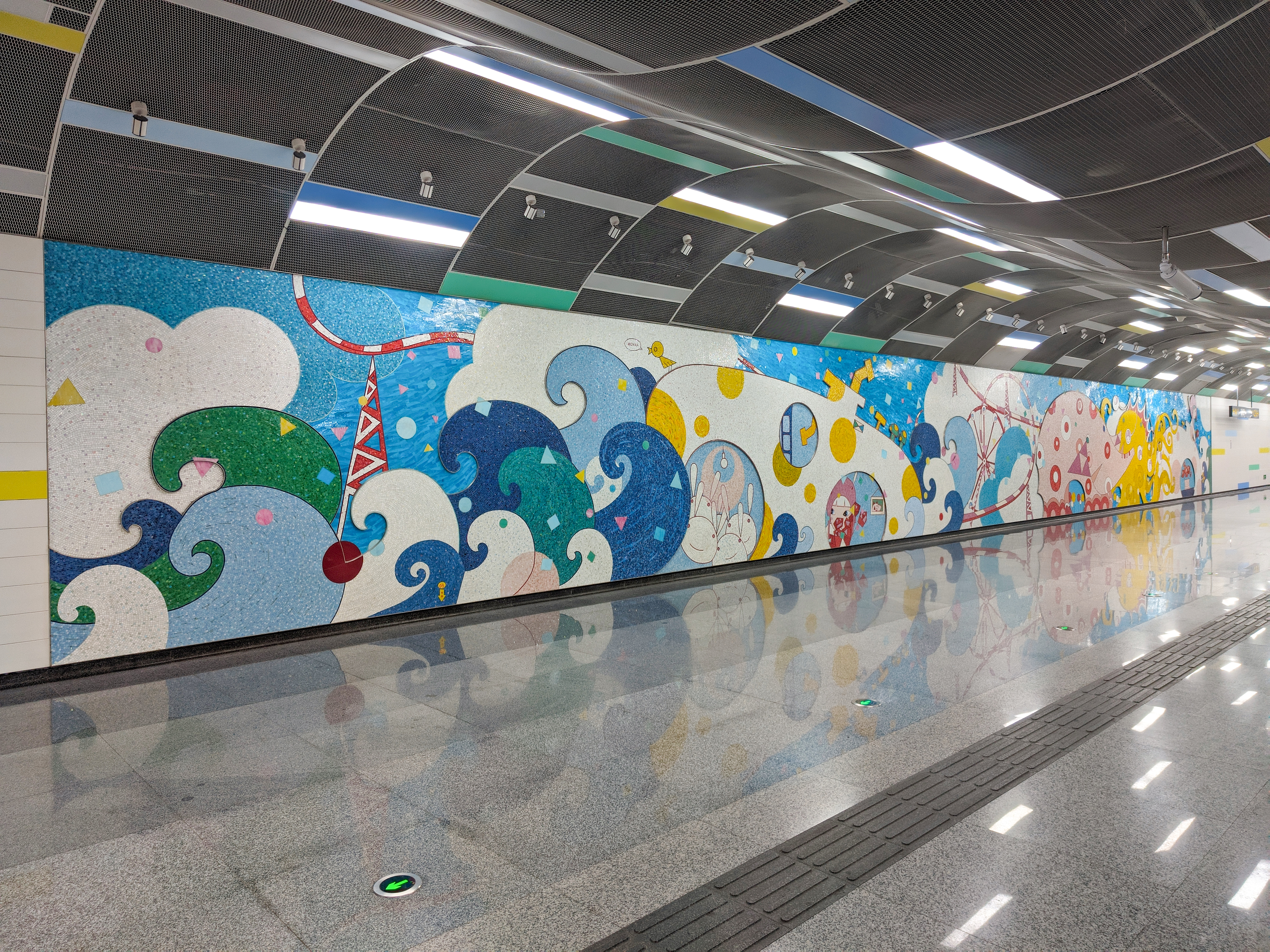
6号线艺术墙《菁蓉时光》
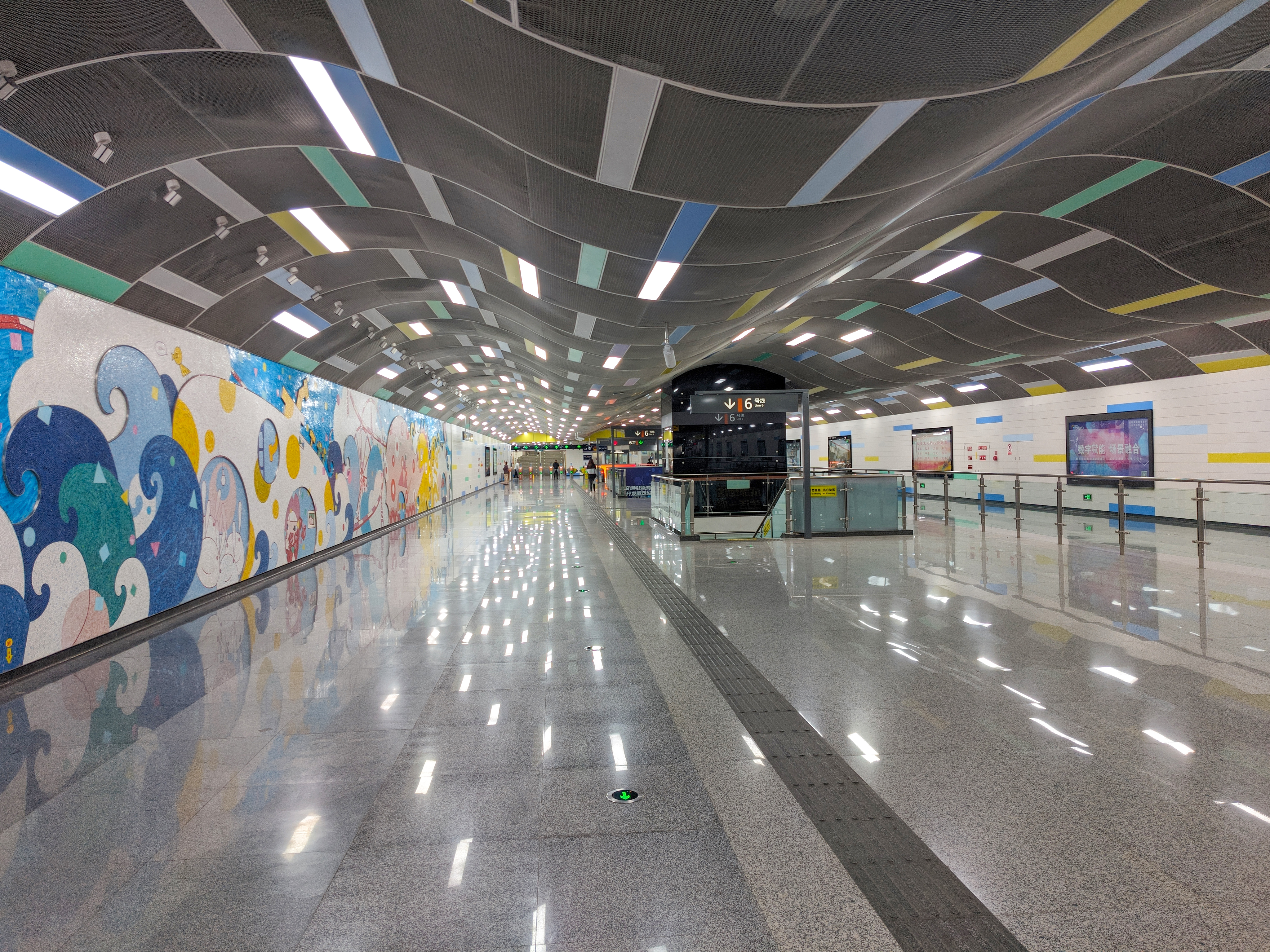
6号线站厅
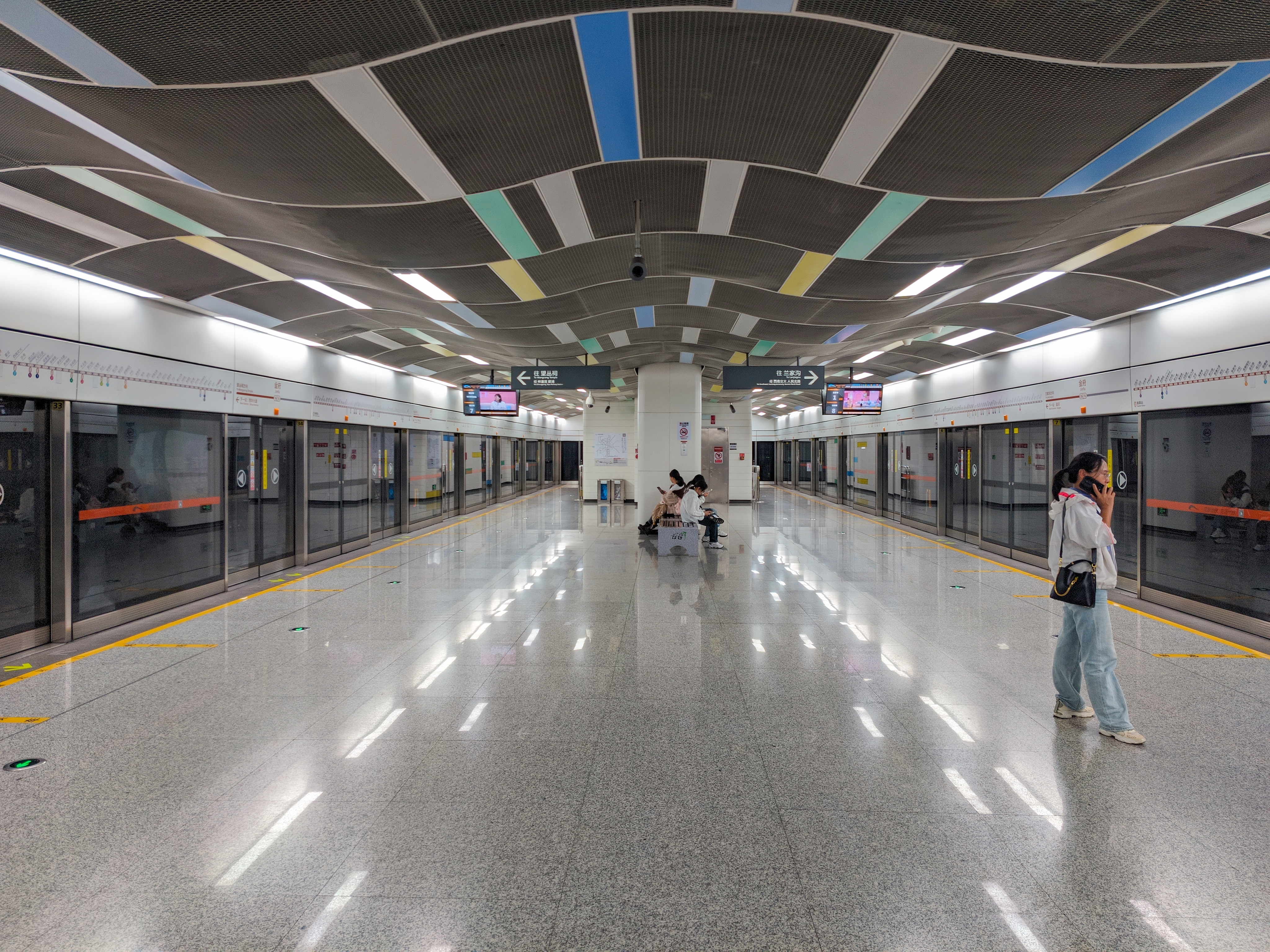
6号线站台
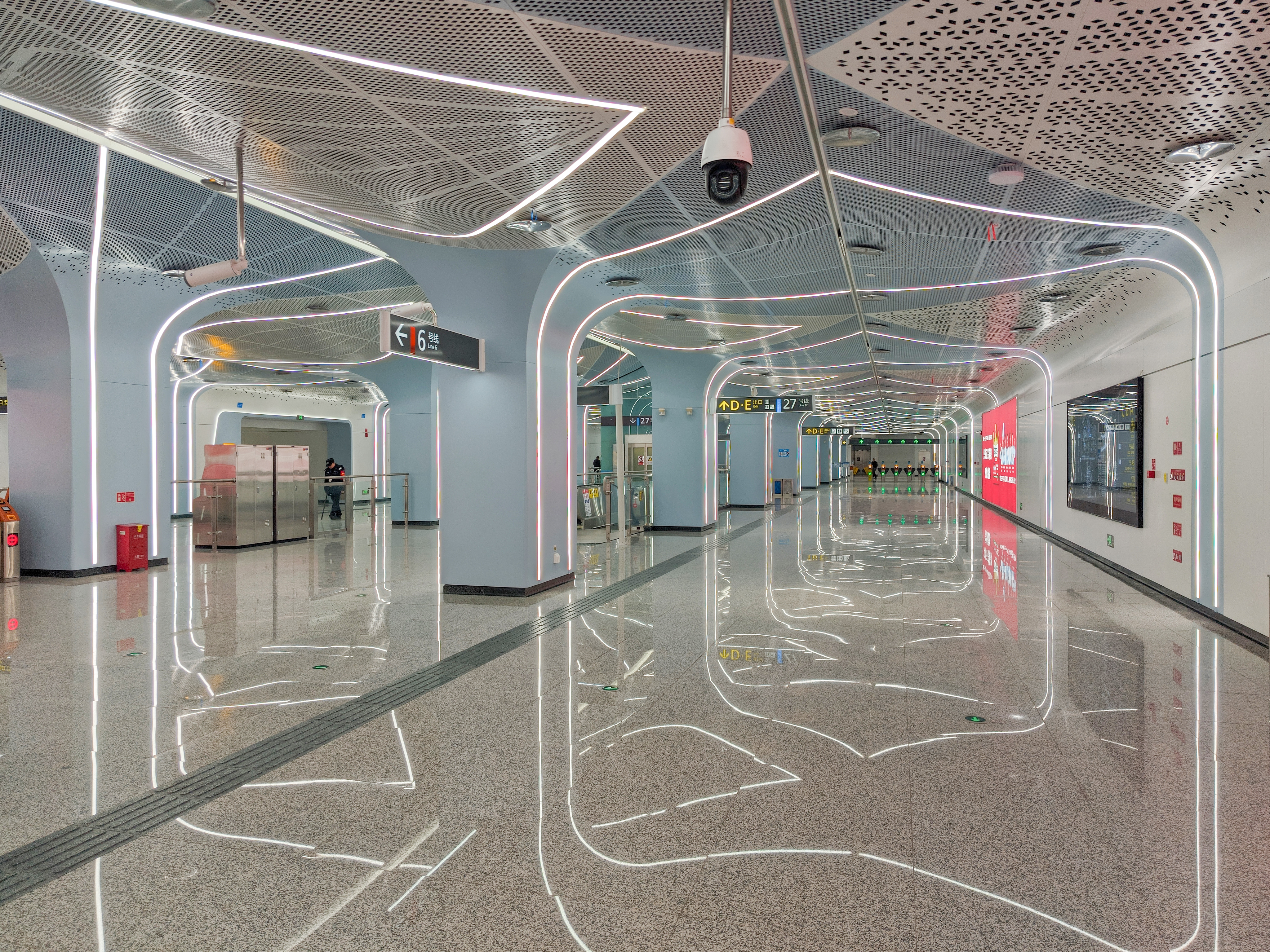
27号线站厅
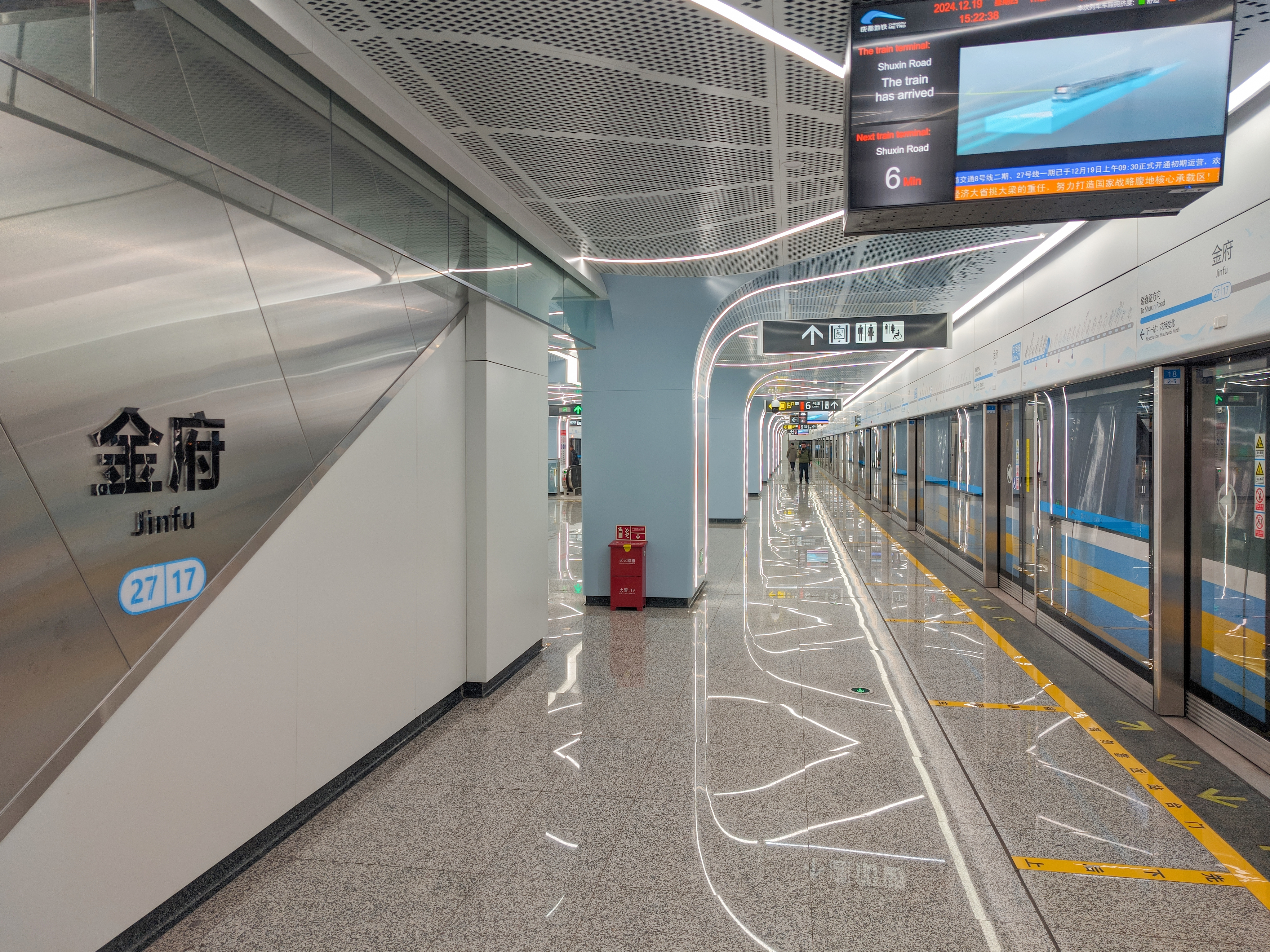
27号线站台
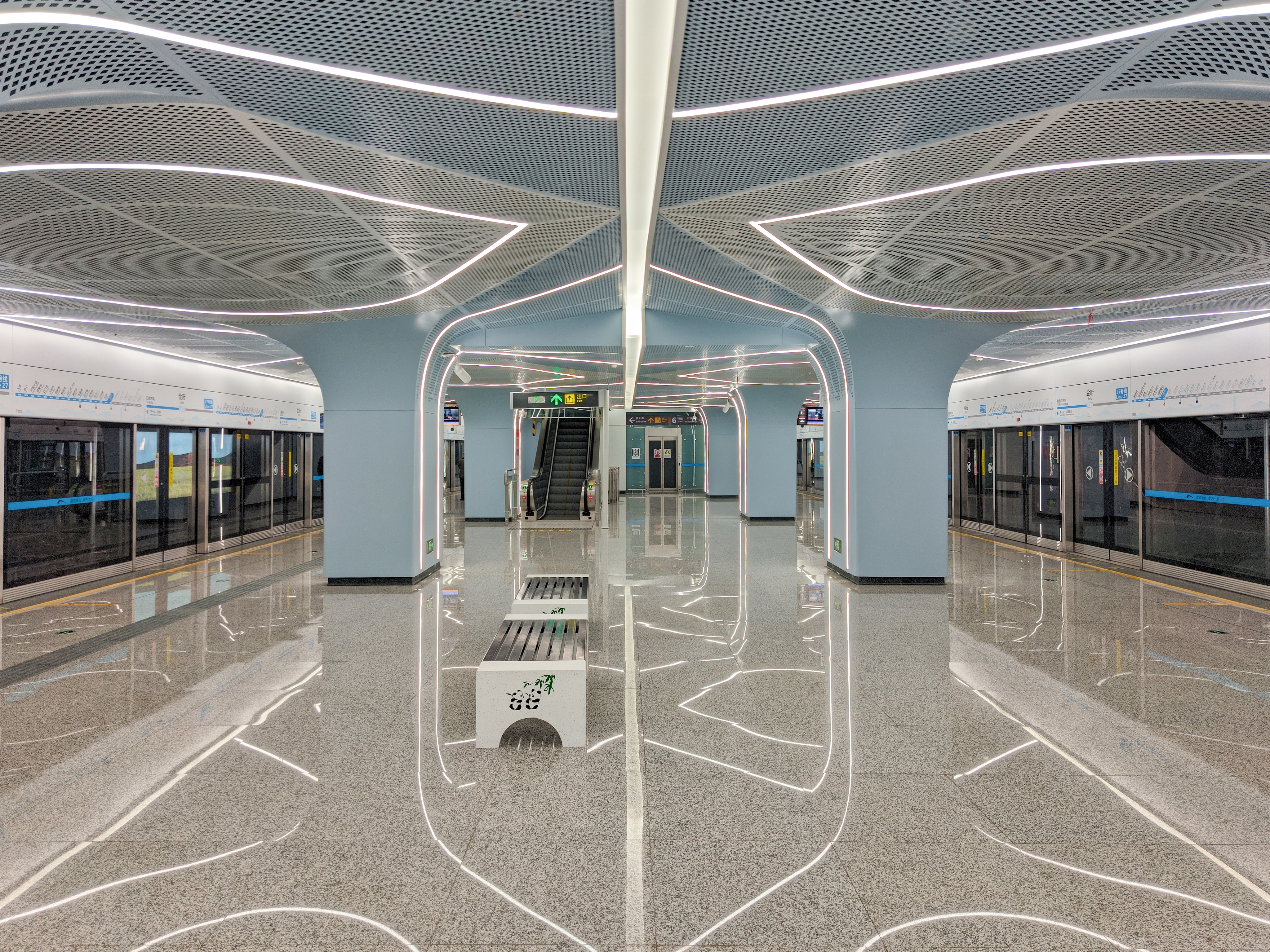
27号线站台
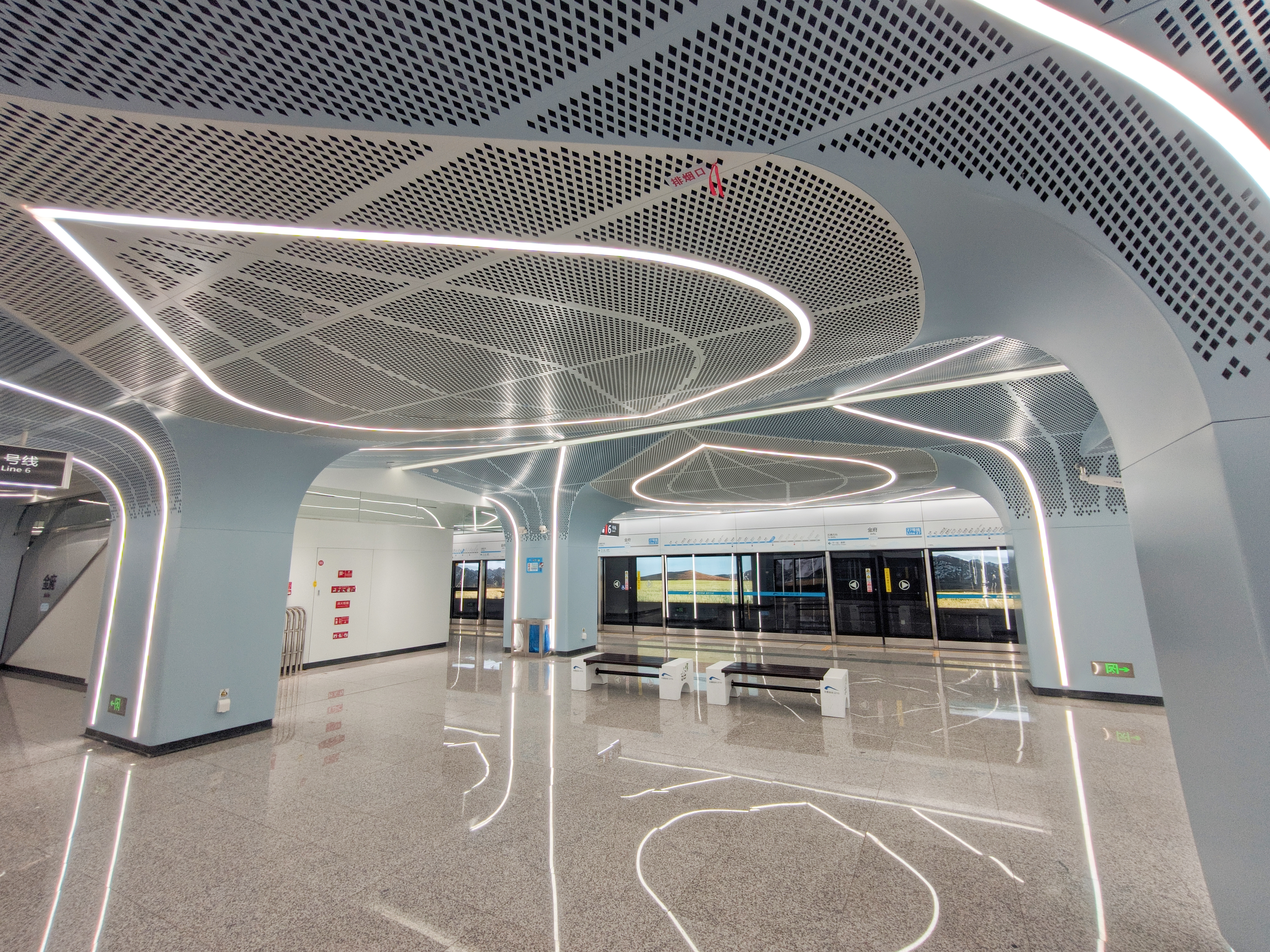
27号线站台

## 内装与公共艺术
本站6号线的内部装饰灵感源于紧邻的欢乐谷景区过山车等游乐设施的曲线造型，同时运用流光溢彩的色带表达欢快和动感的游乐气氛。

### 艺术墙《菁蓉时光》
6号线站点的艺术品主题为“菁蓉时光”，通过马赛克壁画描绘了一个梦幻世界，充满了潜水艇、舷窗、玻璃、五彩的大象等欢快活泼的元素，马赛克的彩色“光斑”与车站装修中的装饰色块形成一体，使整个车站协调而明快。

## 出入口
本站目前开放7个出入口。
|              |                         |                                  |      |
|              |                         |                                  |      |
| 编号         | 设施                    | 指示                             | 照片 |
|              | 卫生间                  | 交大路                           |      |
| 出口 · A · 2 | 卫生间                  | 金府路                           |      |
| 出口 · A · 3 | 无障碍电梯 无障碍卫生间 | 交大路、中环路金府路段           |      |
| 出口 · B     |                         | 中环路路交大路段、长兰路         |      |
| 出口 · C     |                         | 中环路路交大路段、长青路         |      |
| 出口 · D     | 无障碍卫生间            | 中环路金府路段、中环路路交大路段 |      |
| 出口 · E     | 无障碍电梯              | 中环路金府路段                   |      |